# Aki Schmidt
Alfred Aki Schmidt (ur. 5 września 1935 w Dortmundzie, zm. 11 listopada 2016 tamże) – niemiecki piłkarz i trener. Uczestnik mistrzostw świata w 1958. Występował na pozycji pomocnika.

## Kariera piłkarska
Rozpoczynał karierę w SpVgg Berghofen, skąd w 1956 roku trafił do Borussii Dortmund. Zdobył z BVB dwa mistrzostwa Niemiec, Puchar Niemiec oraz Puchar Zdobywców Pucharów. Rozegrał 195 meczów w pierwszej lidze w barwach BVB, strzelił 57 bramek. W lidze landu (poprzednik Bundesligi) zagrał w 81 meczach, strzelając 19 bramek. Łącznie z innymi rozgrywkami zagrał w 311 spotkaniach Borussii i strzelił 84 bramki.
W 1957 roku ówczesny trener Borussii Helmut Schneider nie wystawił go w meczu o mistrzostwo Niemiec z Hamburger SV, ponieważ wystawił jedenastkę piłkarzy, którzy rok wcześniej zdobyli tytuł.

## Reprezentacja
Zagrał w reprezentacji swojego kraju 25 razy, pomiędzy 1957 a 1964 rokiem. Uczestnik finałów mistrzostw świata 1958 (reprezentacja RFN zajęła w turnieju 4. miejsce).

## Trener i działacz
Zakończył karierę w 1967 roku, zaczął trenować Jahn Regensburg. W 1970 roku trenował zespół Kickers Offenbach, z którym zdobył Puchar Niemiec. Od 1997 roku Aki Schmidt współpracował z klubem jako przedstawiciel kibiców. Oprowadzał również wycieczki po stadionie Signal Iduna.